# Butia campicola
Butia campicola là loài thực vật có hoa thuộc họ Arecaceae. Loài này được (Barb.Rodr.) Noblick mô tả khoa học đầu tiên năm 2004.